# Faustin Birindwa
Faustin Birindwa, né le 26 décembre 1940 et mort le 29 avril 1999, est Premier ministre du Zaïre (république démocratique du Congo) du 18 mars 1993 au 14 janvier 1994.
Faustin Birindwa était célèbre pour avoir été membre fondateur du premier parti d'opposition, UDPS.